# Diesse
Diesse est une localité et une ancienne commune suisse du canton de Berne, située dans l'arrondissement administratif du Jura bernois et la commune de Plateau de Diesse.

## Géographie

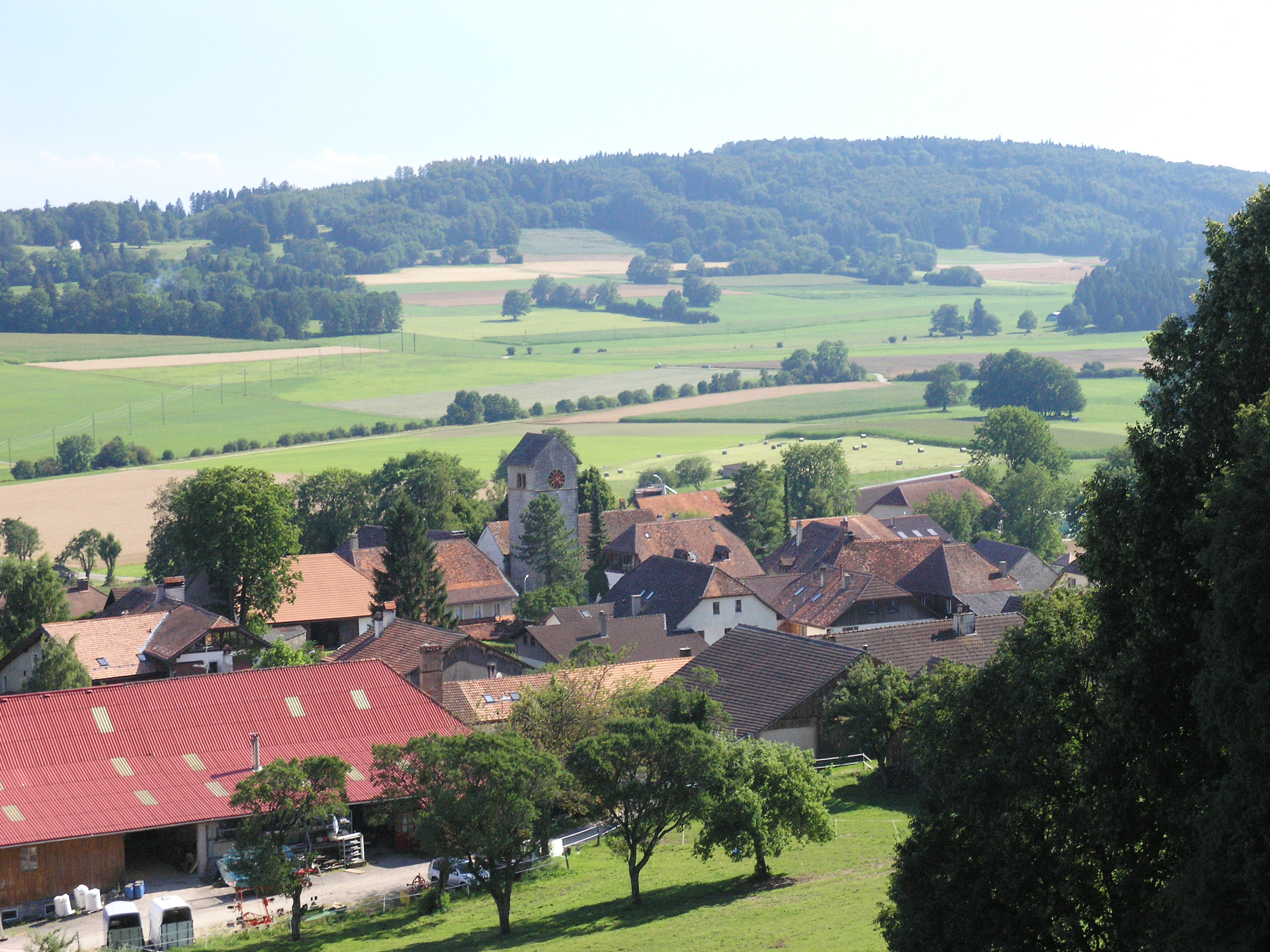
Vue de Diesse.

Photo aérienne (1949).

Diesse se trouve à 10 km à vol d’oiseau à l'ouest de Bienne, au pied du Mont-Sujet[réf. souhaitée]. 
Le hameau de L'Épine, à l’est du village, fait partie également partie de la commune.

## Histoire

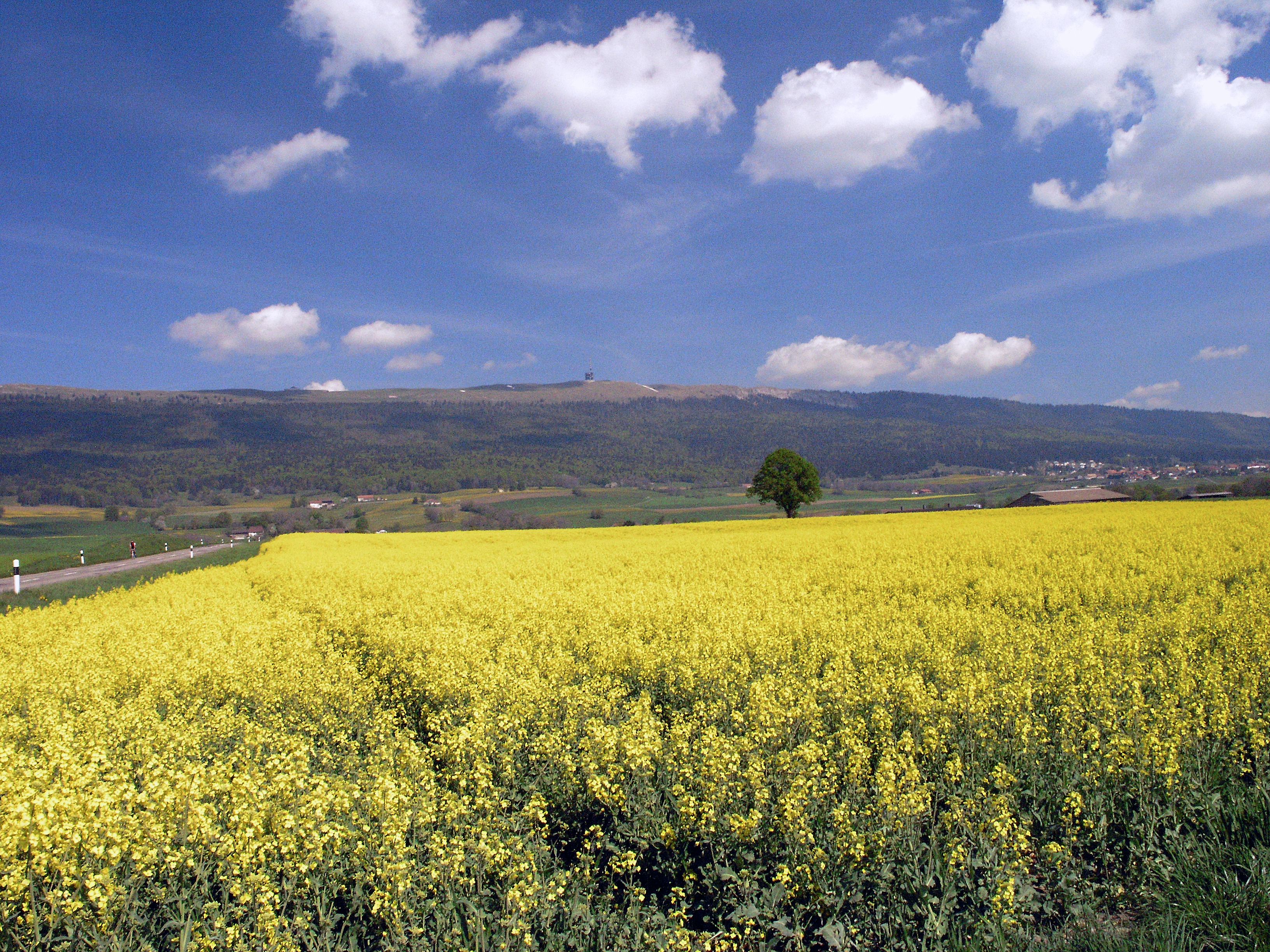
Plateau de Diesse versant sud du Chasseral.

La première mention écrite de Diesse date de 1178, sous son nom actuel. Le lieu appartenait alors aux comtes de Neuchâtel.
Par la suite, Diesse devint sous la domination de l'Évêché de Bâle, compétent pour les domaines politiques et militaires, alors que le règlement des affaires religieuses incombait à la ville de Berne.
De 1797 à 1815, Diesse a fait partie de la France, au sein du département du Mont-Terrible, puis, à partir de 1800, du département du Haut-Rhin, auquel le département du Mont-Terrible fut rattaché. Par décision du congrès de Vienne, le territoire de l’ancien évêché de Bâle fut attribué au canton de Berne, en 1815.
Dès 1815, Diesse a fait partie du district de Cerlier, jusqu’à la création du nouveau district de La Neuveville, en 1846.
Le 9 juin 2013, les électeurs votent à 59,3 % (118 voix) contre 40,7 % (81 voix) la fusion de leur commune avec les autres communes de Prêles et Lamboing afin de former la nouvelle commune de Plateau de Diesse dès le 1er janvier 2014.

## Toponymie
Son ancien nom allemand est Tess.

## Population et société

### Gentilé et surnoms
Les habitants de la localité se nomment les Diessois.
Ils sont surnommés les Patt' à Relaver (die Waschlappen en allemand) et les Taille-Cou de Chèvre.

### Langues
En 2000, 90 % de la population était francophone.

## Économie
Les activités économiques de la commune de Diesse sont agricoles et artisanales.

## Transports
- Ligne de bus CarPostal pour La Neuveville